# Elektrárna Tisová
Elektrárna Tisová (ETI) je hnědouhelná elektrárna, uvedená do provozu v letech 1958–1959. Nachází se v Sokolovské pánvi na pravém břehu řeky Ohře, zhruba 2 km severozápadně od Březové a 4 km jihozápadně od Sokolova.

## Historie

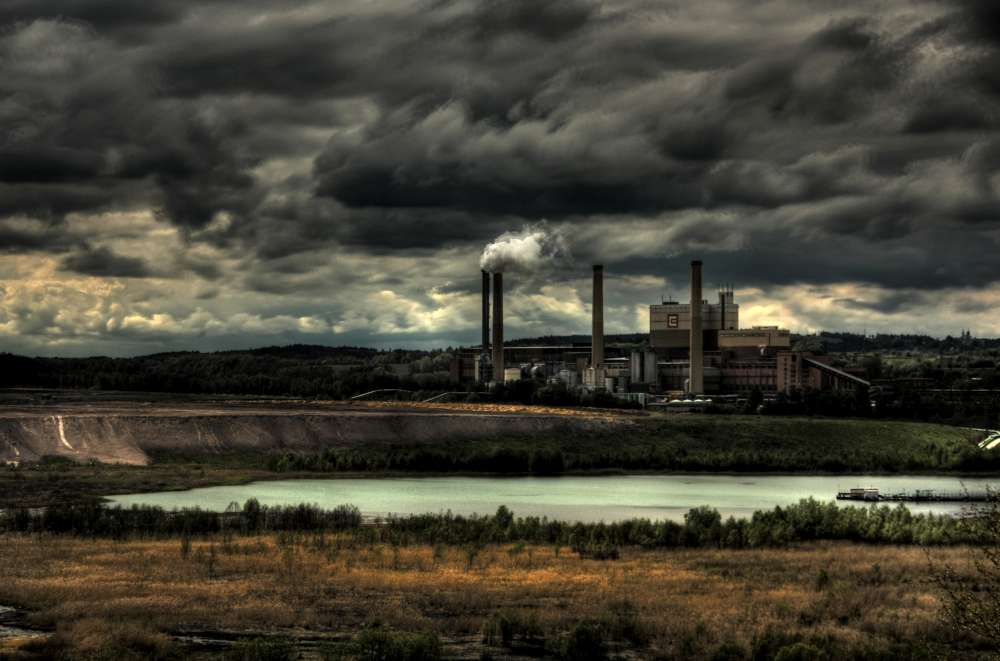
Pohled od pokusné plochy Silvestr

Na místě dnešní elektrárny stávala bývalá obec Tisová, která měla v roce 1930 až 1052 obyvatel. V 50. letech 20. století však bylo rozhodnuto o výstavbě průmyslového celku na zpracování uhlí. Tím skončila historie obce Tisová, která musela ustoupit. V roce 1953 byla elektrárna rozdělena do dvou celků. V elektrárně Tisová I byl v roce 1959 nainstalovaný výkon 212 MW; Tisová II byla spuštěna mezi roky 1960–1962 a měla výkon 300 MW. Tím byla Tisová první československou velkoelektrárnou. V Tisové se od 80. let vyrábí také teplo, které je rozvedeno do měst Sokolov, Svatava, Březová, Bukovany, Habartov a Královské Poříčí.
V 90. letech zde proběhly nemalé ekologické změny např. výměna kotlů za fluidní kotle, elektroodlučovace popílku a odsiřovací zařízení.
Od října 2016 je Sokolovská uhelná majitelem Elektrárny Tisová, kterou odkoupila od společnosti ČEZ. Tato dosluhující tepelná Elektrárna Tisová je teplofikačním zdrojem s parní primární sítí pro města Sokolov, Březová, Svatava a horkovodním zdrojem pro města Habartov a Bukovany. Do budoucna se uvažuje o nahrazení tohoto zdroje vybudováním horkovodu ze zpracovatelské části Vřesová.

## Základní údaje
| Výrobní jednotka | Instalovaný výkon | Rok uvedení do provozu       | Odsířeno od roku                                 |
| ---------------- | ----------------- | ---------------------------- | ------------------------------------------------ |
| Tisová I         | 183,8 MW          | 1958–1959 (původní zařízení) | 1995 (1. fluidní kotel), 1997 (2. fluidní kotel) |
| Tisová II        | 112 MW            | 1960–1962 (původní zařízení) | 1997 (odsíření bloku 6)                          |

## Výkon
Současný výkon elektrárny je 295,8 MW a výkon pro dodávku tepla je 324 MW.